# 大友亀太郎

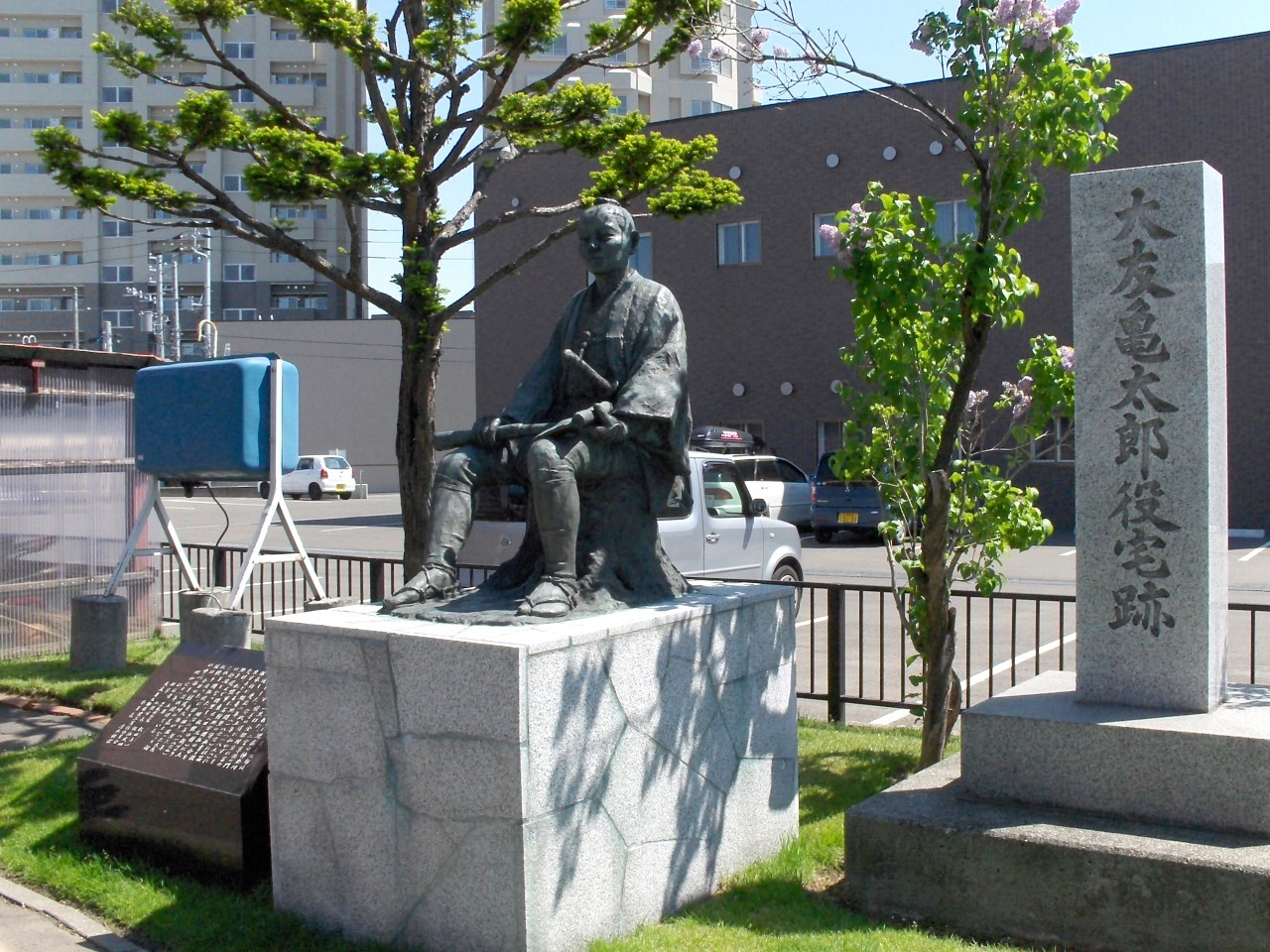
大友亀太郎像（札幌村郷土記念館敷地内）

大友亀太郎像（創成橋）

大友 亀太郎（おおとも かめたろう、1834年6月4日 - 1897年12月14日）は、江戸時代後期から明治時代初期にかけ、北海道の開拓に貢献した相模国（現在の神奈川県）出身の幕臣。
二宮尊徳の門下生の一人としても知られ、札幌市の中心部に現在の創成川のもととなる、「大友堀」を掘るなど、用水路や橋梁を始めとする土地の開発に尽力した。札幌村の土台を作り上げたその業績から、「開拓の祖」と称されることがある。現在札幌市内には大友亀太郎像が設置され、札幌市時計台には生前の写真が展示されている（隻眼であったことが見て取れる）。また、大友公園や資料を収蔵した記念館など功績を称える施設が残されている。

## 来歴

### 小田原から蝦夷地へ
天保5年（1834年）、相模国足柄下郡（現在の神奈川県小田原市）で農家を営んでいた飯倉吉衛門の長男として誕生。大友の姓を名乗るようになったのは24歳の時である。当時は天保の大飢饉の影響もあり、幼い頃から貧しい環境の中勉学に勤しみ、算術を得意とした。22歳の時、大飢饉により衰退していた村を救い、復興を行った功績で知られていた二宮尊徳の門下生となる。そこで当時報徳仕法と呼ばれた農村復興政策を学んだ。安政4年（1858年）、江戸幕府より領土を保全する開拓政策に則って、後の渡島国に渡った。
その後、箱館奉行所より「箱館在木古内村開墾場取扱」という役職に任命された。ここで後の渡島国上磯郡および亀田郡（現在の木古内町と七飯町にあたる地域）の開墾に従事し、およそ100ヘクタールに上る田畑の土地開発と48戸の農家の入植を8年間かけて成し遂げた。慶応元年（1866年）に箱館奉行所へ石狩原野の開拓など蝦夷地開墾についてまとめた計画書を提出。これらの実績が認められ「蝦夷地開拓掛」に任命された亀太郎は、同年4月に同行者を連れて後の石狩国札幌郡（現在の札幌市東区）へと渡った。
当時まだ原生林で鬱蒼としていた場所へ移った亀太郎は、フシコサッポロ川（現・伏籠川）の上流周辺地域を、官による援助や保護のもとに農民を入植させた農場を指す「御手作場（おてさくば）」として定め、道路や橋などの社会基盤を建設する工事に着手した。当時最新鋭の技術を駆使して整備が行われたこの工事の中には、およそ4キロメートルに渡る用排水路の建設計画が含まれていた。これが、後に創成川の土台となる「大友堀」の前身である。亀太郎は現在の石狩陸橋の北東から当時の札幌村役場の裏側へ水路を造り、伏古川まで通じるよう指導した。周囲から「百万両の大工事」とも呼ばれたこの工事に投入された資本には、亀太郎が神奈川県で二宮尊徳に学んだ報徳仕法が取り入れられており、北海道における産業の育成も目的の一つであった。また、未開拓の土地に用排水路が設けられたことで、札幌における街づくりの起点を作った。現在もこの大友堀は、創成川の一部分として残されている。

### 北海道開拓
慶応2年（1867年）には大友亀太郎の役宅が、御手作場に建設された。この土地は後に札幌村郷土記念館として札幌市より史跡の指定を受ける。さらに、同年に建設工事がおこなわれていた大友堀が竣工。用排水路のほか、しばらくして運河の機能も担うこととなった大友堀は、当時の金額にして総工費およそ3千両、工事に従事した人数は450名に上った。また、御手作場では、開拓の経営に費やされる経費や見積書を作成し、出張所及び開拓使に提出していた。御手作場における経営の方針や農民への扶助内容ほかを記したこれらの文書には、入植するとみられる農民や田畑の開発計画、並びにそれらによって生み出される収支を、1867年より30年分も記した計画案（蝦夷地石狩領荒地開発田畑御収納方三十ヶ年組立書上帳）、御手作場で働いている農民とその家族の個人情報を記した文書（戸数・人別書上帳）などが挙げられる。こうした古文書もまた、後になって神奈川県在住の住民より札幌市へ寄贈され、市の有形文化財として保存されている。
同年に亀太郎が中心となって開墾を行ったこの現東区の土地周辺は、「札幌元村」として名称を定められた。同時に北海道外からの入植者も増加していき、土地の開発は拡大の一途を辿った。また、このころ役宅の近くにある本龍寺の境内に妙見堂を建立している。明治元年（1869年）には北海道開拓使が開設。書籍「大友亀太郎履歴書綴」によると、同年に亀太郎は兵部省出張所石狩国開墾掛、その後開拓使使掌に任命されたという。土地の開拓はこの年に開拓使へと引き継いだが、翌1870年に亀太郎は札幌を去り故郷である神奈川県小田原市へと帰省した。背景には体制の変わった政府との意見の相違があったことが挙げられている。1871年には札幌新村と合併することになった札幌元村が、新たに「札幌村」と名付けられた。大小多くの河川や肥沃な土地に恵まれた地域一帯では、札幌黄を生み出した玉葱耕作など、新しい形態の農業が行われた。その一方、亀太郎は故郷で神奈川県議会の議員選挙へ出馬、1881年（明治14年）に当選して地域の発展に努めた後、1897年（明治30年）にその生涯を閉じた。

### 没後
1986年5月に大友亀太郎像建立実行委員会は、亀太郎の功績を後世に残す目的で像を作成した。製作に彫刻家の松田与一らが携わっている。この像はかつて大友堀と呼ばれていた創成川のほとり（中央区北1条西1丁目）に建設されたが、2005年より創成川両側のアンダーパスを連続化する工事が開始されたことを受け、暫定的に札幌村郷土記念館の敷地（東区北13条東16丁目）に移設されることとなった。亀太郎の役宅が建っていた場所に位置するこの記念館には銅像のほか、亀太郎に関連する古文書が多く収蔵されており、資料と土地は1987年2月20日に札幌市の有形文化財、及び史跡に指定されている。他に、御手作場が存在していた土地には現在「大友公園」が造られている。